# Письма Кемал-уд-Довле
«Письма Кемал-уд-Довле» (азерб. Kəmal üddövlə məktubları), известная также как «Три письма индийского принца Кемал-уд-Довле к персидскому принцу Джелал-уд-Довле и ответ на них сего последнего» — трактат азербайджанского писателя Мирзы Фатали Ахундова, написанный в 1865 году и считающийся самой значительной критико-публицистической работой автора. В трактате показана переписка индийского принца Кемал-уд-Довле и персидского принца Джелал-уд-Довле. Считается, что автор в форме писем, написанных приехавшим после продолжительного путешествия по Европе и Америке в Иран индийским принцем Кемалуд-довле и ответов Джелалуд-довле, находящегося в Каире, даёт критику основ исламизма и религиозных учений, деспотического феодального государства, правящей аристократической верхушки Ирана, рисует картины восточного деспотизма, обмана и продажности мулл, нищету, бесправие, невежество и рабство народа.
«Письма Кемал-уд-Довле» были написаны на азербайджанском языке, впоследствии они были переведены самим автором на персидский и русский языки. При жизни Ахундова напечатать «Письма» оказалось невозможным. Впервые они были изданы (частично) лишь в 1924 году в Баку Комитетом по новому алфавиту, а полностью — в 1938 году Азербайджанским филиалом Академии наук СССР.